# Kabinett Schröder II (Mecklenburg-Schwerin)
Das Kabinett Schröder II bildete vom 8. März 1927 bis zum 9. Juli 1929 die Landesregierung von Mecklenburg-Schwerin.
Der Landtag des Freistaates Mecklenburg-Schwerin wählte am 8. März 1927 den Ministerpräsidenten und am gleichen Tag die übrigen Staatsminister. Am 9. Juli 1929 trat das Staatsministerium zurück.
| Amt                                                                | Name             | Partei |
| ------------------------------------------------------------------ | ---------------- | ------ |
| Ministerpräsident Äußeres Inneres                                  | Paul Schröder    | SPD    |
| Finanzen Landwirtschaft, Domänen und Forsten                       | Julius Asch      | SPD    |
| Justiz Unterricht, Kunst, geistliche- und Medizinalangelegenheiten | Richard Moeller1 | DDP    |

1 Richard Moeller wurde per Losentscheid gegen Martin Otto Stammer gewählt.